# Канада на Зимским олимпијским играма 1952.
Канада је учествовала на шестим по реду Зимским олимпијским играма одржаним 1952. године у Ослу, Норвешка. То су биле шесте Зимске олимпијске игре на којима су учествовали канадски спортисти. Канада је учествовала у 16 спортских дисциплина од укупно 6 спортова у којима су учествовали: „Алпско скијање, хокеј на леду, уметничко клизање, крос контри, скијашки скокови и брзинско клизање. Освојене су само две медаље, златна у хокеју на леду и бронзана у брзом клизању.
Канадски хокејашки тим је кубурио са финансијским трошковима које је требало да сносе да би уопште хокејашка репрезентација видела игре. Ту је ускочио покровитељ Џим Кристијансен, који је био на челу ланца продаје аутомобила Меркури и пристао је да сноси све трошкове који је укључивао и пред олимпијску турнеју која је завршена са скором од 42 победе, седам нерешених и две изгубљене утакмице. Укупно је одиграно 51 утакмица за 85 дана. По извештајима трошкови су износили 100.000 долара, што је у то време била изузетно велика сума новца. Током те турнеје Кристијансен је зарадио упалу плућа од које је касније и умро.
Канадску репрезентацију су представљали играчи хокејашког тима Едмунтон Ватерлу меркурис (Edmonton Waterloo Mercurys). На олимпијском турниру канадска репрезентација је добила својих првих седам утакмица да би се у финалу састала са репрезентацијом Сједињених Држава која је до финала изгубила само једну утакмицу
Канада је у првом периоду дошла до вођства, головима Била Дејва и Луиса Сека, од два нула. Током другог периода Сједињене Државе су успоставиле равнотежу и изједначили на 2:2, али 90 секунди пре краја, голом Дон Гауфа, Канада је повела са 3:2. У трећој трећини Американци су изједначили на 3:3, што је ипак било довољно Канади за златну медаљу.
Златна медаља се у Канади није нешто посебно славила јер су очекивања била: „Само злато, остало је неуспех“. Ипак касније се показало да је Норвешко злато велики успех пошто Канада у наредних 50 година ниједном није успела да се окити златном олимпијском медаљом.

### Освојене медаље на ЗОИ
| Освојене медаље канадских спортиста на ЗОИ 1952. |                                   |       |        |        |        |
| Спортиста                                        | Спорт                             | Злато | Сребро | Бронза | Укупно |
| Хокеј на леду                                    | Хокеј на леду, мушки              | 1     | 0      | 0      | 1      |
| Гордон Одли                                      | Брзо клизање — појединачно, мушки | 0     | 0      | 1      | 1      |
| Укупно                                           | 2                                 | 1     | 0      | 1      | 2      |

### Алпско скијање
Мушки
| Скијаш           | Дисциплина | Спуст  | Спуст    | Слалом | Слалом   | Слалом | Укупно   | Укупно |
| Скијаш           | Дисциплина | Време  | Позиција | Време  | Позиција | Време  | Позиција |        |
| ---------------- | ---------- | ------ | -------- | ------ | -------- | ------ | -------- | ------ |
| Андре Бертранд   | Спуст      |        |          |        |          | 2:56.0 | 41       |        |
| Џон Грифин       | Спуст      |        |          |        |          | 2:52.2 | 32       |        |
| Гордон Морисон   | Спуст      |        |          |        |          | 2:51.1 | 31       |        |
| Роберт Ричардсон | Спуст      |        |          |        |          | 2:43.2 | 18       |        |
| Гордон Морисон   | Велеслалом |        |          |        |          | 2:54.2 | 46       |        |
| Џон Грифин       | Велеслалом |        |          |        |          | 2:49.9 | 37       |        |
| Андре Бертранд   | Велеслалом |        |          |        |          | 2:49.3 | 36       |        |
| Роберт Ричардсон | Велеслалом |        |          |        |          | 2:48.2 | 34       |        |
| Џорџ Мери        | Слалом     | 1:09.4 | 41       | Испао  | Испао    | Испао  | Испао    |        |
| Џон Грифин       | Слалом     | 1:07.2 | 34       | Испао  | Испао    | Испао  | Испао    |        |
| Андре Бертранд   | Слалом     | 1:07.0 | 32 Кв.   | 1:06.2 | 22       | 2:13.2 | 25       |        |
| Роберт Ричардсон | Слалом     | 1:06.8 | 31 Кв.   | 1:07.0 | 25       | 2:13.8 | 26       |        |

Жене
| Скијаш         | Дисциплина | Спуст  | Спуст    | Слалом | Слалом   | Слалом | Укупно   | Укупно |
| Скијаш         | Дисциплина | Време  | Позиција | Време  | Позиција | Време  | Позиција |        |
| -------------- | ---------- | ------ | -------- | ------ | -------- | ------ | -------- | ------ |
| Лусил Вилер    | Спуст      |        |          |        |          | 1:59.5 | 27       |        |
| Рода Вуртл Ивз | Спуст      |        |          |        |          | 1:56.4 | 20       |        |
| Роземари Шуц   | Спуст      |        |          |        |          | 1:54.6 | 14       |        |
| Џоан Хјусон    | Спуст      |        |          |        |          | 1:51.3 | 8        |        |
| Џоан Хјусон    | Велеслалом |        |          |        |          | 2:23.9 | 30       |        |
| Лусил Вилер    | Велеслалом |        |          |        |          | 2:22.2 | 27       |        |
| Роземари Шуц   | Велеслалом |        |          |        |          | 2:19.7 | 23       |        |
| Рода Вуртл Ивз | Велеслалом |        |          |        |          | 2:14.0 | 9        |        |
| Роземари Шуц   | Слалом     | 1:56.7 | 37       | 1:12.2 | 25       | 3:08.9 | 37       |        |
| Лусил Вилер    | Слалом     | 1:12.2 | 21       | 1:16.2 | 34       | 2:28.4 | 26       |        |
| Роземари Шуц   | Слалом     | 1:12.0 | 20       | 1:09.9 | 17       | 2:21.9 | 19       |        |
| Џоан Хјусон    | Слалом     | 1:09.2 | 12       | 1:10.7 | 22       | 2:19.9 | 13       |        |

## Скијашко трчање
Мушки
| Дисциплина | Скијаш     | Трка    | Трка     |
| Дисциплина | Скијаш     | Време   | Позиција |
| ---------- | ---------- | ------- | -------- |
| 18 km      | Жак Карбон | 1'17:37 | 70       |
| 18 km      | Клод Ришар | 1'13:17 | 52       |

## Уметничко клизање
Мушки
| Клизач         | ЦФ | ФС | Позиција | Поена | Пласман |
| -------------- | -- | -- | -------- | ----- | ------- |
| Питер Фирстбук | 4  | 4  | 173.122  | 43    | 5       |

Жене
| Клизач      | ЦФ | ФС | Позиција | Поена | Пласман |
| ----------- | -- | -- | -------- | ----- | ------- |
| Вера Смит   | 13 | 15 | 138.220  | 117   | 13      |
| Мерлен Смит | 11 | 9  | 143.289  | 92    | 9       |
| Сузан Моров | 6  | 7  | 149.333  | 56    | 6       |

Парови
| Клизачи                  | Поена  | Скор | Пласман |
| ------------------------ | ------ | ---- | ------- |
| Френцис Дефо Норис Боден | 10.489 | 48   | 5       |

## Хокеј на леду
На турниру је учествовало девет репрезентација и играло се по принципу свако са сваким:
|                  | Ут | По | Из | Не | ГД | ГП | Бодова |
| ---------------- | -- | -- | -- | -- | -- | -- | ------ |
| Канада           | 8  | 7  | 0  | 1  | 71 | 14 | 15     |
| Сједињене Државе | 8  | 6  | 1  | 1  | 43 | 21 | 13     |
| Шведска          | 9  | 7  | 2  | 0  | 53 | 22 | 14     |
| Чехословачка     | 9  | 6  | 3  | 0  | 50 | 23 | 12     |
| Швајцарска       | 8  | 4  | 4  | 0  | 40 | 40 | 8      |
| Пољска           | 8  | 2  | 5  | 1  | 21 | 56 | 5      |
| Финска           | 8  | 2  | 6  | 0  | 21 | 60 | 4      |
| Западна Немачка  | 8  | 1  | 6  | 1  | 21 | 53 | 3      |
| Норвешка         | 8  | 0  | 8  | 0  | 15 | 46 | 0      |

### Резултати Канаде
- Канада 15-1 СР Немачка
- Канада 13-3 Финска
- Канада 11-0 Пољска
- Канада 4-1 Чехословачка
- Канада 11-2 Швајцарска
- Канада 3-2 Шведска
- Норвешка 2-11 Канада
- Канада 3-3 САД

### Голгетери првенства
| Држава и играч | Ут | Гол | Асист | Поена |
| -------------- | -- | --- | ----- | ----- |
| Вилијам Гибсон | 8  | 15  | 7     | 22    |
| Дејвид Милер   | 8  | 10  | 2     | 12    |

## Скијашки скокови
| Скакач         | Дисциплина          | Скок 1     | Скок 1 | Скок 1 | Скок 2   | Скок 2       | Скок 2  | Укупно | Укупно |
| Даљина         | Поена               | Позиција   | Даљина | Поена  | Позиција | Укупно поена | Пласман |        |        |
| -------------- | ------------------- | ---------- | ------ | ------ | -------- | ------------ | ------- | ------ | ------ |
| Лусијен Лаферт | Нормална скакаоница | 61.0 (пао) | 64.5   | 42     | 59.5     | 98.0         | 21      | 162.5  | 41     |
| Жак Шарлан     | Нормална скакаоница | 62.5       | 95.5   | 28     | 61.0     | 94.5         | 25      | 190.0  | 25     |

## Брзо клизање
Мушки
| Дисциплина | Клизач        | Трка    | Трка    |
| Дисциплина | Клизач        | Време   | Пласман |
| ---------- | ------------- | ------- | ------- |
| 500        | Ралф Олин     | 46.5    | 30.     |
| 500        | Крег МекКеј   | 44.9    | 15.     |
| 500        | Френк Стак    | 44.8    | 12.     |
| 500        | Гордон Одли   | 44.0    | 3.      |
| 1.500      | Ралф Олин     | 2:29.3  | 29.     |
| 1.500      | Дон МакДермот | 2:28.8  | 28.     |
| 1.500      | Крег МекКеј   | 2:25.0  | 16.     |
| 5.000      | Ралф Олин     | 8:54.2  | 25.     |
| 5.000      | Крег МекКеј   | 8:52.5  | 23.     |
| 10.000     | Крег МекКеј   | 18:27.4 | 24.     |
| 10.000     | Ралф Олин     | 18:22.8 | 21      |